# Unasova piramida
Unasov piramidni kompleks ja na piramidnam polju v Sakari v okolici Kaira, Egipt. Sredi 24. stoletja pr. n. št. ga je zgradil faraon Unas, deveti in zadnji iz Pete egipčanske dinastije.  Piramida je bila visoka 43 m, zdaj pa je popolnoma porušena.

## Izkopavanja
Piramido sta prva raziskovala britanski egiptolog John Shae Perring in za njim pruski egiptolog Karl Richard Lepsius. Vanjo je prvi vstopil francoski egiptolog Gaston Maspero in odkril popolnoma popisane zidove faraonove pogrebne sobe. Unas je bil prvi faraon, ki dal napisati tako imenovana piramidna besedila z magičnimi uroki in izreki, ki naj bi mu pomagala priti skozi Duat v posmrtno življenje. Besedila so začeli pisati tudi njegovi nasledniki. Koncept piramidnih besedil se je v Srednjem kraljestvu  razvil v sarkofaška besedila in na začetku Novega kraljestva v knjigo mrtvih. Običaj se je ohranil do konca ptolemajskega obdobja.

## Piramida
Maspero je v pogrebni sobi odkril ostanke mumije, vključno z lobanjo, desno roko in golenico, ki bi lahko bili Unasovi. V bližini glavnega vhoda v piramido je severovzhodno od nje mastaba, v kateri so bile pokopane faraonove žene.
Piramida je bila zgrajena v bližini Džoserjeve piramide. Pot do nje je bila dolga približno 750 m in nenavadno oblikovana, ker je sledila suhemu rečnemu koritu. Vrzeli na poti so zasipali z gradivom iz Džoserjevega pokopališkega kompleksa. Pot je bila pokrita in zato podobna tunelu. Med levimi in desnimi stropnimi ploščami je bil presledek za osvetljevanje poti. Stene so bile obložene s pobarvanimi reliefi.
Domneva se, da je v Unasovih piramidnih besedilih nekaj vrstic napisanih v semitskem narečju in egipčanski pisavi. Zapis je najstarejši dokaz za obstoj  pisnega semitskega jezika.